# Jacques Marais
Jacques Auguste François Marais – francuski szermierz, szpadzista. Członek francuskiej drużyny olimpijskiej w 1908 roku.